# Dwars door West-Vlaanderen
Dwars door West-Vlaanderen/Johan Museeuw Classic was een eendaagse wielerwedstrijd in West-Vlaanderen. De wedstrijd maakte deel uit van de UCI Europe Tour, in de categorie 1.1.

## Geschiedenis
In 2017 werd Dwars door West-Vlaanderen voor het eerst georganiseerd. De wedstrijd vloeide voort uit de Omloop der Vlaamse Ardennen, die de voorgaande veertien jaar dienst deed als de derde etappe van de Driedaagse van West-Vlaanderen.
Na twee edities werd de organisatie van de wedstrijd stopgezet wegens een gebrek aan vrijwilligers.

## Lijst van winnaars

### Overwinningen per land
| Overwinningen | Land                 |
| ------------- | -------------------- |
| 1             | Frankrijk, Nederland |

<< ·
2004 · 
2005 ·
2006 · 2007 · 2008 · 2009 · 2010 · 2011 · 2012 · 2013 · 2014 · 2015 · 2016 · 
2017 · 2018
2005 · 
2006 · 
2007 · 
2008 · 
2009 · 
2010 · 
2011 · 
2012 · 
2013 · 
2014 · 
2015 · 
2016 · 
2017 ·
2018 ·
2019 ·
2020 ·
2021 ·
2022 ·
2023 ·
2024 ·
2025
Belangrijkste etappewedstrijden

Internationaal Wegcriterium · Driedaagse Brugge-De Panne · Ronde van de Alpen · Vierdaagse van Duinkerke · Ronde van Beieren · Ronde van Noorwegen · Ronde van België · Ronde van Luxemburg · Ronde van Oostenrijk · Ronde van Wallonië · Ronde van Burgos · Ronde van Denemarken · Arctic Race of Norway · Ronde van Groot-Brittannië
Belangrijkste eendaagse wedstrijden

Trofeo Laigueglia · GP Lugano · GP Nobili Rubinetterie · Dwars door Vlaanderen · Scheldeprijs · Brabantse Pijl · GP Kanton Aargau · Brussels Cycling Classic · GP Fourmies · Primus Classic Impanis-Van Petegem · Ronde van de Drie Valleien · Milaan-Turijn · Ronde van Piemonte · Ronde van het Münsterland · Ronde van Emilia · Parijs-Tours · GP Bruno Beghelli